# Gimileo
Gimileo é um município da Espanha
na província e comunidade autónoma de La Rioja, de área 4 km² com população de 141 habitantes (2007) e densidade populacional de 34,60 hab/km².

## Demografia
| Variação demográfica do município entre 1991 e 2004 | Variação demográfica do município entre 1991 e 2004 | Variação demográfica do município entre 1991 e 2004 | Variação demográfica do município entre 1991 e 2004 |
| --------------------------------------------------- | --------------------------------------------------- | --------------------------------------------------- | --------------------------------------------------- |
| 1991                                                | 1996                                                | 2001                                                | 2004                                                |
| 95                                                  | 95                                                  | 85                                                  | 137                                                 |